# Elezioni regionali in Trentino-Alto Adige del 1964
Le elezioni regionali in Trentino-Alto Adige del 1964 per il rinnovo del Consiglio regionale si tennero il 15 novembre. L'affluenza fu del 90,24%. Vennero aggiunti quattro consiglieri regionali in più.
Perdurando le tensioni etniche con la SVP, ma tenendo conto delle modifiche alla politica nazionale, la DC si standardizzò sulle maggioranze di centro-sinistra organico col PSI, il PSDI e i liberali tedeschi del THP.

## Risultati
| Liste                                           | Voti                | %                   | Seggi               |
| Riepilogo regionale                             | Riepilogo regionale | Riepilogo regionale | Riepilogo regionale |
| ----------------------------------------------- | ------------------- | ------------------- | ------------------- |
| Democrazia Cristiana                            | 168.088             | 36,64               | 19                  |
| Südtiroler Volkspartei                          | 134.188             | 29,25               | 16                  |
| Partito Socialista Italiano                     | 37.496              | 8,17                | 4                   |
| Partito Socialista Democratico Italiano         | 27.534              | 6,00                | 3                   |
| Partito Comunista Italiano                      | 20.747              | 4,52                | 2                   |
| Movimento Sociale Italiano                      | 18.240              | 3,98                | 2                   |
| Partito Liberale Italiano                       | 17.775              | 3,88                | 2                   |
| Partito Popolare Trentino Tirolese              | 13.756              | 3,00                | 2                   |
| Alleanza Contadina Artigiana                    | 6.307               | 1,37                | 1                   |
| Partito Socialista Italiano di Unità Proletaria | 6.079               | 1,33                | -                   |
| Tiroler Heimatpartei                            | 5.258               | 1,15                | 1                   |
| Movimento Democratico Lavoratori Italiani       | 1.836               | 0,40                | -                   |
| Partito Repubblicano Italiano                   | 1.409               | 0,31                | -                   |
| Totale                                          | 458.713             |                     | 52                  |
| Provincia di Trento                             |                     |                     |                     |
| Democrazia Cristiana                            | 138.492             | 57,77               | 16                  |
| Partito Socialista Italiano                     | 25.716              | 10,73               | 3                   |
| Partito Socialista Democratico Italiano         | 19.165              | 7,99                | 2                   |
| Partito Popolare Trentino Tirolese              | 13.756              | 5,74                | 2                   |
| Partito Comunista Italiano                      | 12.696              | 5,30                | 1                   |
| Partito Liberale Italiano                       | 12.362              | 5,16                | 1                   |
| Alleanza Contadina Artigiana                    | 6.307               | 2,63                | 1                   |
| Movimento Sociale Italiano                      | 4.625               | 1,93                | 1                   |
| Partito Socialista Italiano di Unità Proletaria | 4.124               | 1,72                | -                   |
| Movimento Democratico Lavoratori Italiani       | 1.836               | 0,77                | -                   |
| Partito Repubblicano Italiano                   | 636                 | 0,27                | -                   |
| Totale                                          | 239.715             |                     | 27                  |
| Provincia di Bolzano                            |                     |                     |                     |
| Südtiroler Volkspartei                          | 134.188             | 61,27               | 16                  |
| Democrazia Cristiana                            | 29.596              | 13,52               | 3                   |
| Movimento Sociale Italiano                      | 13.615              | 6,22                | 1                   |
| Partito Socialista Italiano                     | 11.780              | 5,38                | 1                   |
| Partito Socialista Democratico Italiano         | 8.369               | 3,82                | 1                   |
| Partito Comunista Italiano                      | 8.051               | 3,68                | 1                   |
| Partito Liberale Italiano                       | 5.413               | 2,47                | 1                   |
| Tiroler Heimatpartei                            | 5.258               | 2,40                | 1                   |
| Partito Socialista Italiano di Unità Proletaria | 1.955               | 0,89                | -                   |
| Partito Repubblicano Italiano                   | 773                 | 0,35                | -                   |
| Totale                                          | 218.998             |                     | 25                  |

| Riepilogo dei seggi | Riepilogo dei seggi | Riepilogo dei seggi | Riepilogo dei seggi | Riepilogo dei seggi | Riepilogo dei seggi | Riepilogo dei seggi |
| ------------------- | ------------------- | ------------------- | ------------------- | ------------------- | ------------------- | ------------------- |
|                     |                     |                     |                     |                     |                     |                     |
| PCI                 | 2                   | ━                   |                     | PSI                 | 4                   | ━                   |
| PSDI                | 3                   | ━                   |                     | ACA                 | 1                   | Nuovo               |
| THP                 | 1                   | Nuovo               |                     | PPTT                | 2                   | ▲ 1                 |
| SVP                 | 16                  | ▲ 1                 |                     | DC                  | 19                  | ▼ 1                 |
| PLI                 | 2                   | ▲ 1                 |                     | MSI                 | 2                   | ━                   |